# Nagy zűr Korzikán
A Nagy zűr Korzikán (L'enquête corse) egy 2004-es francia vígjáték Alain Berbérian rendezésében. A főszerepben Jean Reno és Christian Clavier. A filmet a Jack Palmer című képregény alapján készítették, amelynek René Petillon a szerzője.    

## Cselekmény
Rémi François-t (Christian Clavier), nyomozói nevén Jack Palmert felkeresi egy közjegyző. Megbízást kap, hogy keressen fel Korzikán egy bizonyos Ange Leonit (Jean Reno), aki egy házat örökölt. Bár figyelmeztetik, hogy a helybélieknek nincs ki a négy kereke, a detektív útnak indul, hogy felkutassa Leonit.
A korzikaiak azonban valóban nem könnyítik meg a dolgát. Nem szeretik az idegeneket és a kérdéseket, főleg nem azokat az idegeneket, akik kérdezősködnek. Palmer a keresés alatt hamarosan megismerkedik a nacionalistákkal, akiket Leoni megfosztott a pénzüktől, majd a csendőrök is felbukkannak. Mígnem Leoni fülébe is eljut, hogy valaki szaglászik utána, és ki akarja deríteni, mi célból. Valaki pedig feladta a rendőröknek, és minden jel arra mutat, hogy az étterem-tulajdonos marseille-i volt. Palmer viszont nem fedi fel még az igazi okot senkinek, csak annyit mond a lakóknak, hogy Leoni nyert a lottón. 
A felrobbantott kávézó hírére megtalálja Leoni unokatestvérét, aki már évek óta rosszban van Leonival, és Ajaccióba tudja csak küldeni, ahol utoljára látta. Palmer a hotelban találkozik Leoni osztálytársával, aki Leoni nagynénjéhez küldi. A nagynéni viszont már nem tekint rá családtagként, mert nem jött el egy temetésre. A robbantgatások, az ingázás és a helybeliek szeszélyessége miatt Palmer fel akarja adni a keresést, de a közjegyző megtalálja a módját, hogy a férfit még a szigeten tartsa.
Palmer megismerkedik Léával (Catherina Murino), aki hamarosan kiderül, hogy Leoni húga. Léa elviszi Leonihoz Palmert, ahol végre átadhatja a férfinak a dokumentumot, de Leoni nem bízik Palmerben és lenyomoztatja. A „közjegyző” valójában a korzikai kapitányság feje, és az ellopott pénz miatt bérelte fel Palmert, mert nem akar botrányt. Palmerben tudatosul, hogy felültették, és vele akarják elvitetni a balhét, valamint nagyon vonzónak találja Léát is, ezért Leoniék oldalára áll.
Léa lerázza korábbi férjét, Matteót, és Palmerrel megy el nagyapja temetésére, de a rendőrség szagot fog, hiszen Leoni mint igazi korzikai, nem fogja kihagyni a temetést. Palmer segítségével Leoni megszökik a zsaruk karmaiból, és a sziget erdeibe vetik magukat. Leoniék egy nacionalistánál szállnak meg, aki Leoni árulásával ellenben befogadja őket. A marseille-i viszont másodszor is feladja Leonit, és hamarosan körbeveszik őket a rendőrök.
Leoni túszul ejti Palmert, és a parlamenti képviselőt követeli. Sikerül elintéznie magának egy tárgyalást, ahol kihallgatnak mindenkit, de senki nem vall ellene. Végül Leonit felmentik, aki megveszi a marseille-i mindkét éttermét. Palmer Korzikán marad Léával, és az éttermeket vezeti.

## Szereplők
| Színész           | Szerep                    | Magyar hangja  |
| ----------------- | ------------------------- | -------------- |
| Christian Clavier | Rémi François/Jack Palmer | Józsa Imre     |
| Jean Reno         | Ange Leoni                | Kovács István  |
| Caterina Murino   | Léa Leoni                 | Tóth Enikő     |
| Didier Flamand    | Dargent                   | Uri István     |
| Pierre Salasca    | Matéo                     | Szűcs Sándor   |
| Pido              | Figoli                    | Szokol Péter   |
| Alain Maratrat    | De Vlaminck               | Rosta Sándor   |
| François Orsoni   | Balducci                  | Kossuth Gábor  |
| Nathanaël Maïni   | Grappa                    | Fehér Péter    |
| Albert Dray       | csendőrkapitány           | Kerekes József |
| Daniel Delorme    | Doumé                     | Pálfai Péter   |
| Guy Cimino        | Borgnoli                  | Kajtár Róbert  |
| Jo Fondacci       | Diazep                    | Gruber Hugó    |
| Philippe Guerrini | a marseille-i             | Mikó István    |
| Elisabeth Kaza    | Josepha                   | Bókai Mária    |
| Tzek              | Bruno                     | Bodrogi Attila |

## Kritika
Színes, kavarnak benne, mint gép, hülyék, mint állat, annyira ibuszos, hogy majd megesz a fene, hogy rögtön útra keljünk, továbbá minden ízében olyan termék, amit eleve lejárt szavatossági idejûnek gyártottak.
– Magyar Narancs
Teljesen élvezhető, szórakoztató film lett, hasonlatos egy olyasféle elegyhez, amelyet összegyúrtak mondjuk a James Bond-filmekből, a hagyományos francia vígjátékok laza hangvételéből és figuráiból, Jirzí Menzel szeretetteljes lírai kisrealizmusából és egy szépen fotografált turisztikai reklámfilmből.
– Efesasanisimasa.com 